# Culotte (vêtement)
Pour les articles homonymes, voir Culotte.
La culotte est un vêtement dans lequel les deux jambes sont séparées, par opposition à la jupe. Le mot désigne jusqu'au début du XIXe siècle le vêtement de dessus masculin, et à partir du XXe siècle des sous-vêtements masculins ou féminins. Au début du XXe siècle le mot « culotte » désigne plus précisément ce qui sera appelé plus tard un bloomer.
La culotte est un sous-vêtement ajusté qui couvre le bas du bassin. La plupart du temps, elle possède une « poche » qui protège les muqueuses des bactéries et des frottements.
Lorsque sa partie arrière n'est constituée que d'une fine bande de tissu passant entre les fesses, elle est aussi appelée string. En France, « slip » désigne couramment ce sous-vêtement, plus généralement pour les hommes que pour les femmes, pour lesquelles le terme « culotte » reste plus répandu.
Au Canada, on utilise encore « petites-culottes », ou simplement « culottes », pour désigner le sous-vêtement pour garçon ou fille. Les « culottes courtes » désignent les pantalons courts, surtout pour les enfants. Le mot « culotte » désigne aussi le pantalon long, quoique ce terme soit de moins en moins utilisé. L'expression « mettre ses culottes » signifie « faire un homme de soi ». Une chanson très connue du chansonnier Raymond Lévesque a pour titre Bozo les culottes.

## Étymologie
Le terme « culotte » dérive du mot cul, terme qui désigne familièrement les fesses.

## Historique

### Costume masculin
L'histoire de la culotte se confond avec celle du pantalon et elle se porte successivement dessous et dessus les vêtements et les transformations majeures qu'elle subira se limiteront surtout à la longueur des jambes. Sous l'Ancien Régime, et jusqu'au début du XIXe siècle, la culotte (hauts-de-chausses) est un vêtement d'homme des classes aisées. Au XVIIIe siècle, chez les hommes, elle descend alors jusqu'aux genoux, et se porte avec des bas puis va s'allonger jusqu'aux chevilles jusqu'au XIXe siècle où son usage se généralise. De nombreuses unités d’infanterie ont une culotte dans leur uniforme au XVIIIe siècle.
Au tout début du XXe siècle, le mot culotte désigne ce qui deviendra un bloomer ;  par la suite, le mot ayant été complètement remplacé par celui de pantalon, il est utilisé en même temps que caleçon pour désigner le sous-vêtement. Dans la deuxième moitié du XXe siècle, en France, c'est le terme slip qui devient en usage pour désigner les culottes d'homme ajustées qui ne sont pas des caleçons.

### Costume féminin
Au XVIIIe siècle, le port d'un caleçon avait été imposé par une ordonnance du lieutenant de police aux filles de l'opéra lors de leurs représentations, pour une question de décence[réf. nécessaire].
Chez la femme, la première apparition notable de la culotte en tant que sous-vêtement tient au pantalon de coton que les petites filles portaient jadis sous leur robe ; ce dernier fut ensuite imposé aux femmes dans une version raccourcie par les hygiénistes qui refusaient de voir une femme sans sous-vêtement intime.
Une culotte et des soutiens-gorge datant du XVe siècle ont été retrouvés par l'archéologue Beatrix Nutz de l'université d'Innsbruck en 2008 lors de fouilles dans un château autrichien.
Depuis les années 1960, la culotte pour femme n'est plus un caleçon, utilisant les nouveaux textiles synthétiques et des couleurs variées.

Types de culotte pour femme. (Le tanga et le string sont vus de derrière).